# Runaway with Del Shannon
| Recensione                        | Giudizio |
| --------------------------------- | -------- |
| AllMusic                          | [ 1 ]    |
| The New Rolling Stone Album Guide | [ 2 ]    |

Runaway with Del Shannon è il primo album discografico di Del Shannon, pubblicato dall'etichetta discografica BigTop Records nell'agosto del 1961.
Il singolo Runaway fu un grandissimo successo internazionale: si piazzò al primo posto in classifica negli Stati Uniti, nel Regno Unito ed in Australia

## Tracce
Lato A
1. Misery – 1:57 (Doc Pomus, Mort Shuman) – Registrato il 21 giugno 1961 al Bell Sound Studio di New York
2. Day Dreams – 2:12 (Del Shannon) – Registrato il 21 giugno 1961 al Bell Sound Studio di New York
3. His Latest Flame – 2:20 (Doc Pomus, Mort Shuman) – Registrato il 21 giugno 1961 al Bell Sound Studio di New York
4. The Prom – 2:20 (Del Shannon) – Registrato il 21 giugno 1961 al Bell Sound Studio di New York
5. The Search – 2:25 (Del Shannon) – Registrato il 19 agosto 1960 al Bell Sound Studio di New York
6. Runaway – 2:20 (Del Shannon, Max Crook) – Registrato il 21 gennaio 1961 al Bell Sound Studio di New York

Lato B
1. I Wake Up Crying – 2:00 (Burt Bacharach, Hal David) – Registrato l'11 maggio 1961 al Bell Sound Studio di New York
2. Wide Wide World – 2:01 (Doc Pomus, Mort Shuman) – Registrato l'11 maggio 1961 al Bell Sound Studio di New York
3. I'll Always Love You – 2:13 (Del Shannon) – Registrato il 19 agosto 1960 al Bell Sound Studio di New York
4. Lies – 2:35 (Del Shannon) – Registrato il 21 giugno 1961 al Bell Sound Studio di New York
5. He Doesn't Care – 2:09 (Del Shannon) – Registrato il 21 giugno 1961 al Bell Sound Studio di New York
6. Jody – 2:23 (Del Shannon) – Registrato il 21 gennaio 1961 al Bell Sound Studio di New York

## Musicisti
Misery / Day Dreams / His Latest Flame / The Prom / Lies / He Doesn't Care
- Del Shannon - voce
- Al Caiola - chitarra
- Milt Hinton - contrabbasso
- Max Crook - pianoforte, musitron
- Bill Ramal - sassofono, arrangiamenti
- Joe Marshall - batteria
- Harry Balk - produttore (per la An Embee Production)

The Search / I'll Always Love You
- Del Shannon - voce
- Bucky Pizzarelli - chitarra
- Al Casamenti - chitarra
- Milt Hinton - contrabbasso
- Joe Marshall - batteria
- Sconosciuto - pianoforte
- Sconosciuto - organo
- Sconosciuti - strumenti ad arco
- Bill Ramal - arrangiamenti
- Harry Balk - produttore

Runaway / Jody
- Del Shannon - voce
- Al Caiola - chitarra
- Milt Hinton - contrabbasso
- Bill Ramal - sassofono, arrangiamenti
- Max Crook - pianoforte, musitron
- Joe Marshall - batteria
- Harry Balk - arrangiamenti

I Wake Up Crying / Wide Wide World
- Del Shannon - voce
- Al Caiola - chitarra
- Milt Hinton - contrabbasso
- Max Crook - pianoforte, musitron
- Bill Ramal - sassofono, arrangiamenti
- Joe Marshall - batteria
- Harry Balk - produttore